# RealPlayer
RealPlayer est un lecteur multimédia édité par RealNetworks. Il fonctionne grâce à un moteur à source ouverte (« open source ») appelé Helix.

## Historique
La première version de RealPlayer a été introduite en avril 1995 et nommée RealAudio Player, c'était l'un des premiers lecteurs capables de lecture en continu (« streaming ») sur Internet. La Version 6 de RealPlayer a été appelée RealPlayer G2 ; la version 9 est appelée RealOne Player. Il existe des versions « basiques » gratuites, ainsi que des versions payantes avec des fonctionnalités supplémentaires. Sous Windows, la version 9 englobe les caractéristiques du programme RealJukebox.

## RealPlayer face à la concurrence
Le lecteur a comme concurrent historique Windows Media Player mais iTunes d'Apple lui est également passé devant quant au nombre d'utilisateurs depuis 2007. Bien qu'à un moment donné le codec propriétaire de RealNetwork ait été plus abouti que celui de Microsoft, le lecteur n'a pas su s'imposer. Cela principalement à cause de procédures d'enregistrement forcées et à l'installation automatique de publicités intrusives pour des chaînes TV, radio, etc. Malgré l'avance technologique du codec, au fil du temps, trop de personnes n'ont plus voulu installer le seul player existant. RealNetworks conscient de ses erreurs de promotion, a tenté de sortir une version refondue, plus légère, esthétique et sans publicité mais il était déjà trop tard. Microsoft profita de ce creux pour asseoir ses codec WMA et WMV avec des outils d'encodage très simple à utiliser et son Media Player 7 & 8.
Le lecteur VLC peut lire les vidéos compressées avec les codecs de Real, ce qui diminue très largement l'intérêt d'avoir un autre lecteur. Le pack de codecs Real Alternative permet également de lire des vidéos au format « Real » sans le lecteur RealPlayer. La société RealNetwoks poursuit en justice un jeune néerlandais pour avoir permis le téléchargement de ce pack logiciel via des liens hypertextes sur son site www.codecpack.nl.
La principale force de RealPlayer dans les années 1990 était le streaming. À l'heure actuelle, le streaming utilise le plus souvent la technologie HTML5.

### Formats des médias supportés
- Formats RealMedia :  RealAudio (*.ra, *.rm),  RealVideo (*.rv, *.rm, *.rmvb),  RealPix (*.rp), RealText (*.rt), RealMedia Shortcut (*.ram, *.rmm)
- Streaming : RealTime Streaming Protocol (rtsp://), Progressive Networks Streaming Protocols (pna://, pnm://), Windows Media Streaming Protocol (mms://), Real Scalable Multicast (*.sdp), Synchronized Multimedia Integration Language (*.smil, *.smi)
- Audio : MP3 (*.mp3, *.mp2, *.mp2, *.m3u), CD Audio (*.cda), WAV (*.wav), AAC/aacPlus v1 (*.aac, *.m4a, *.m4b, *.mp4, *.acp, *.m4p), Apple Lossless, AIFF (*.aif, *.aiff), AU Audio Files (*.au), Panasonic AAC (*.acp)
- Vidéo : DVD (*.vob), Video CD (*.dat), MPEG Video (*.mpg, *.mpeg, *.m2v, *.mpe etc.), AVI (*.avi, *.divx), MJPEG video playback from .avi files, Windows Media (*.wma, *.wmv etc.) (nécessite Windows Media Player 9/10), QuickTime (*.mov, *.qt) (Quick Time Player doit être installé), Adobe Systems Flash (*.swf) (Flash ou Shockwave Player doivent être installés), Flash Video (*.flv).
- Listes de lecture (*.rpl, *.xpl, *.pls, *.m3u)
- Images : Bitmap (*.bmp), GIF Images (*.gif), JPEG Images (*.jpeg, *.jpg), PNG (*.png)